# تشنذاب (هير أردبيل)
تشنذاب (بالفارسية: چنذاب) هي منطقة سكنية تقع في إيران في قسم هير الريفي. يقدر عدد سكانها بـ 174 نسمة .